# 謝上選
謝上選（？—？），字文若，号鹤岑，别号鹤里，贵州前卫官籍扬州府興化縣人。

## 生平
万历三十七年（1609年）己酉科贵州乡试举人，四十七年（1619年）己未科進士，都察院觀政，四十八年授南京户部主事，天啓二年調北兵部主事，三年調吏部稽勋司主事，歷验封、考功、文选諸司，四年升考功司员外郎，五年降二级，調外任。崇祯二年起補河南布政司經歷，三年升礼部主事，升郎中，五年六月迁雲南佥事，升广东参议，调山西易州道，以清惠著。居平和易，不见喜怒之色，挹其襟宇，令人鄙吝俱消。

## 家族
曾祖謝夢，贈文林郎。祖父謝天齡，廪生。父謝三顧，學博。